# Roya Sadat
Roya Sadat (Herat, 1983) es una productora y directora de cine afgana. Fue la primera mujer directora en la historia del cine afgano en la era post-talibán, y se aventuró a hacer largometrajes y documentales sobre la injusticia y las restricciones impuestas a las mujeres. Tras la caída del régimen talibán en el país, realizó su primer largometraje Three Dots. Por esta película recibió seis de los nueve premios, entre ellos el de mejor director y mejor película. En 2003, ella y su hermana Alka fundaron el Roya Film House y bajo esta bandera produjeron más de 30 documentales y largometrajes. Ahora está involucrada en la producción de una serie de televisión titulada Bahasht Khamosh.

## Trayectoria
Sadat nació en Afganistán en 1983, durante la guerra rusa. Estudió derecho y ciencias políticas en la Universidad de Herat y se licenció en 2005. En 2006, estudió en la Academia Asiática de Pusan para obtener el Certificado de Dirección Cinematográfica. De muy joven, cuando los talibanes gobernaban en Afganistán, la educación de las mujeres era un tabú, por lo que tanto ella como sus cinco hermanas fueron educadas en casa por su madre.
Era una autodidacta que se educó leyendo libros escritos por el guionista estadounidense Syd Field en versiones traducidas al persa. Sadat sentía pasión por la producción de películas, pero debido a la atmósfera restrictiva durante el régimen talibán en su país, comenzó escribiendo guiones para obras de teatro y películas. En 1999, incluso durante el régimen talibán, escribió y dirigió una obra de teatro para un grupo de mujeres afganas. 
Tras el fin del régimen talibán, empezó a hacer cine y su primer largometraje como productora y directora fue Three Dots. Realizó esta película en menos de dos semanas, en formato de vídeo digital. La película, aunque no es un producto de calidad, dio a conocer al público occidental la situación de las mujeres en Afganistán. Sadat descubrió a Gul Afroz para el papel principal en esta película a pesar de que Afroz no tenía formación formal en interpretación. Cuando su esposo y miembros de su familia le impidieron a Afroz actuar en la película, ella amenazó con suicidarse, pero finalmente actuó en la película. Esta película recibió "críticas muy favorables" en todo el mundo.
Para su documental titulado Osama, que precedió a su primer largometraje, Siddiq Barmak le dio 2.000 dólares como pago, y también la contrató para escribir guiones para dos cortometrajes y para trabajar en la televisión japonesa. Realizó una investigación para el documental Three, Two, One, relacionado con el analfabetismo entre las mujeres de su país, producido por su hermana Alka Sadat, que se proyectó en 2007 en el Parlamento afgano para poner de relieve la necesidad de aprobar la legislación pendiente en la materia.
Su película de ficción Taar wa Zakhma que se proyectó en el VII Festival de Cine de Mujeres Asiáticas de la IAWRT en 2011, trata de las tribulaciones de una chica de 17 años casada con un hombre mucho mayor. También se proyectó en el Primer Festival de Cine de Otoño de Derechos Humanos de Kabul y fue muy bien valorado por el público. En sus producciones cinematográficas trabaja generalmente como guionista, directora y en muchos otros papeles, incluyendo la música.
En 2007, Roya también trabajó para la televisión afgana Tolo TV y produjo una popular telenovela llamada Secrets of This House con 50 episodios relacionados con la vida actual de la gente de su país. En 2003, ella y su hermana Alka fundaron la primera compañía cinematográfica afgana independiente. En 2006, prosiguió sus estudios en la Asian Film Academy de Corea del Sur con una beca.
A Sadat también se le atribuye la creación del Festival Internacional de Cine de Mujeres en Afganistán en 2013 como cofundadora y presidenta. Sadat fue uno de los miembros del jurado del "Premio Netpac" para películas de la productora Malayalam proyectadas por el Malayalam Cinema en 2014.